# Sidney Smith (Snookerspieler)
Sidney Smith (* 26. März 1908 in Killamarsh, Derbyshire, England; † 1990) war ein englischer  Snooker- und English-Billiards-Spieler.

## Persönliches
In seinen späten Teenagerjahren, als er schon in Doncaster wohnte, fing Sidney Smith an, sich einen Namen als professioneller Spieler zu machen.
Bei den Yorkshire Professionals hatte er sich schon beide Titel, in English Billiards und Snooker geholt. Zu nationalem Ruhm gelangte er dann durch den Sieg bei den Junior Professional Championship 1929. Dieses Turnier war für alle Spieler unter 24 Jahren offen, die noch nicht am Professional Championship teilgenommen hatten. 1931 schrieb Harry Young, ein Reporter der The Evening News, dass Smith zu den fünf besten englischen Spielern, hinter Joe Davis, Tom Newman, Willie Smith und Claude Falkiner, gehört.
Er starb 1990 im Alter von 82 Jahren.

## Karriere

### Snooker
Smith war der erste Spieler der auf einem Snookerturnier ein Century Break von 136 schaffte, das war beim Daily Mail Gold Cup 1939. Vorher hatte er schon, am 11. Dezember 1936, einen neuen Weltrekord von 133 Punkten bei den Thurston's Snooker Handicap ' Championship aufgestellt.  Beim Daily Mail Gold Cup war er in den Jahren 1939 und 1940 Finalist. Zu seinen größten Erfolgen zählen, ein zweiter Platz hinter Joe Davis, 1938, 1939, und  der Titel gegen Albert Brown 1952 bei der  News of the World Championship.
Bei der Snookerweltmeisterschaft stand Smith  zweimal im Finale, 1938, als er Joe Davis’ Bruder Fred mit 18:13 schlug, und 1939. Außerdem war er viermal Halbfinalist in den Jahren 1937, 1940, 1947 und 1949.

### English Billiards
Während der 1930er Jahre tourte Smith extensiv mit seinem Namensvetter  Willi Smith, beide standen unter Vertrag bei dem bekannten Tisch- und Queuehersteller Burroughes & Watts.
Zu seinen Leistungen gehört unter anderem ein 939er Break, das Smith in 52 Minuten spielte und ein 2-Stunden-Durchschnitt von 296 Punkten in einem Spiel gegen Willi Smith im Februar 1932 in Newcastle. Später schaffte er noch drei 1.000er Breaks: 1.023, 1.090 und 1.292, was sein persönlicher Rekord war.
1948 gewann Smith die UK Championship, als er im Finale John Barrie mit 7.000:6.428 schlug.